# Liste der Monuments historiques in Vantoux
Die Liste der Monuments historiques in Vantoux führt die Monuments historiques in der französischen Gemeinde Vantoux auf.

## Liste der Bauwerke
| Bezeichnung           | Beschreibung                                                              | Standort                        | Kennzeichnung | Schutzstatus   | Datum     | Bild           |
| --------------------- | ------------------------------------------------------------------------- | ------------------------------- | ------------- | -------------- | --------- | -------------- |
| Kapelle St-Barthélémy | aus dem 11. Jahrhundert                                                   | Rue de la Gare (Lage)           | PA00107020    | Classé Inscrit | 1898 1991 | weitere Bilder |
| École primaire        | Prototyp eines Typenbaus von Henri und Jean Prouvé, 1950; mit Ausstattung | 90 rue Jean-Julien-Barbé (Lage) | PA57000021    | Inscrit        | 2001      |                |